# Сент-Винсент (остров)
Сент-Ви́нсент (англ. Saint Vincent) — вулканический остров в Карибском море в составе Наветренных островов (архипелаг Малые Антильские острова). Самая большая часть государства Сент-Винсент и Гренадины. Располагается между островами Сент-Люсия (отделен проливом Сент-Винсент) и Бекия. Площадь 344 км².

## География
Основную часть острова Сент-Винсент занимают горы, покрытые лесами. Высшая точка острова — вулкан Суфриер (1234 м). Климат тропический, пассатный, влажный; максимальное количество осадков в мае-ноябре. Часто бывают сильные ураганы.

## Население
Население 116 тысяч человек (2001); главным образом негры (потомки рабов) 66 %, мулаты 19 %, включая чёрных карибов (гарифы - от смешения негров и индейцев карибов); европейцы (англичане, португальцы) 3,5 %; индийцы 5,4 %, индейцы 2 %. Офиц. язык - английский; разговорный - диалект английского. Среди верующих преобладают протестанты.
Главный город и порт — Кингстаун. Имеется аэропорт.

## Экономика
- Преимущества: бананы; но выгодный доступ к рынку ЕС заканчивается в 2006 г. Потенциал для туризма. Стабильная валюта. Ведущий производитель марантового крахмала. Рост инфраструктуры.
- Слабые стороны: низкая диверсификация. Конкуренция со стороны поставщиков бананов из Центральной и Южной Америк.